# Entsorgungskommission
Die Entsorgungskommission (ESK) ist ein 2008 gegründetes Expertengremium, das das Bundesministerium für Umwelt, Klimaschutz, Naturschutz und nukleare Sicherheit (BMUKN) in Fragen der nuklearen Entsorgung berät. Mit Gründung hat die Kommission die Aufgaben des Ausschusses Ver- und Entsorgung der Reaktor-Sicherheitskommission übernommen, der daraufhin aufgelöst wurde. Die ESK wird von einer Geschäftsstelle unterstützt, die beim Bundesamt für die Sicherheit der nuklearen Entsorgung eingerichtet ist. Die weiteren Einzelheiten ihrer Arbeitsweise und der Beschlussfassung werden in einer Satzung geregelt.

## Aufgaben
Die ESK berät das BMUKN in allen Angelegenheiten der nuklearen Entsorgung und zwar insbesondere im Hinblick auf
- die Konditionierung, die Zwischenlagerung und den Transport radioaktiver Stoffe und Abfälle,
- die Stilllegung und den Rückbau kerntechnischer Einrichtungen sowie
- die Endlagerung radioaktiver Abfälle in tiefen geologischen Formationen.

Zu diesem Zweck hat die ESK drei Ausschüsse gebildet. Die genannten Schwerpunkte werden in den Ausschüssen „Abfallkonditionierung, Transporte und Zwischenlagerung“ (AZ), „Stilllegung“ (ST) und „Endlagerung radioaktiver Abfälle“ (EL) bearbeitet. Die ESK beschließt als Ergebnis ihrer Beratungen technisch-wissenschaftliche Empfehlungen oder Stellungnahmen an das BMU. Rechtliche Bewertungen stehen ihr dagegen nicht zu. Insbesondere die von ihr beschlossenen Leitlinien bilden einen wesentlichen Bestandteil des untergesetzlichen kerntechnischen Regelwerks.

## Zusammensetzung
Die ESK besteht satzungsgemäß in der Regel aus 11 Mitgliedern, die vom BMUKN in der Regel für die Dauer von drei Kalenderjahren berufen werden. Eine anschließende Wiederberufung soll grundsätzlich nur bis zu einer Gesamtberufungsdauer von sechs Jahren erfolgen, sofern nicht im Einzelfall aus Gründen der Kontinuität eine Verlängerung erforderlich ist. Von der Beratungstätigkeit ausgeschlossen sind Mitglieder, die selbst Beteiligte eines Genehmigungs- oder Aufsichtsverfahren sind, das Gegenstand der Beratung ist, oder bei einem Beteiligten oder der Behörde beschägftigt sind.
Derzeit besteht die ESK aus 14 Mitgliedern, die ehrenamtlich und weisungsfrei sind. Die Mitglieder stammen u. a aus der Wissenschaft, den Kernkraftwerksbetreibern und dem TÜV.

## Vorsitz
Das BMUKN bestellt nach Anhörung der ESK die Vorsitzende oder den Vorsitzenden für in der Regel für zwei Kalenderjahre. Der seit 2008 amtierende Vorsitzende der ESK Michael Sailer schied im Oktober 2019 aus. Zu seiner Nachfolgerin wurde zu Beginn 2020 Barbara Reichert vom Institut für Geowissenschaften der Universität Bonn berufen.